# A*mu
a*mu（あむ）は、日本の女性歌手、作詞家。東京都出身。血液型はO型。

## 略歴
2010年 1st miniAlbum「キミ ツナグ プラグ ミチル コエ」でCDデビュー。
2015年 名前の表記をa*muに変更、マネジメント移籍後1st Single「Renata」を自主制作版を発売。
2016年 ミューザ川崎ストリートライブパフォーマーとしてストリートライブとショッピングモールでのライブ活動を行う。
2017年 他アーティストへ歌詞の提供、作詞家としての活動をスタートした。

## 作詞
- 新テニスの王子様 キャラクターユニットアルバム「RohRing」ユニット曲「Let's game!」（2016年5月18日発売、歌：大石秀一郎、真田玄一郎、甲斐裕次郎）
- PlayStation Vita専用ソフト「ニル・アドミラリの天秤 帝都幻惑綺譚」
  - OPテーマ「sanctuary」（2016年 iTunes配信開始 / ANiUTa配信開始）
  - EDテーマ「焔の鳥」（2016年 iTunes 配信開始）
- PlayStation Vita専用ソフト「ニル・アドミラリの天秤 クロユリ炎陽譚」
  - OPテーマ「historia」・EDテーマ「純真の華」（2017年9月20日発売）[1]
- Nintendo Switch専用ソフト 「ニル・アドミラリの天秤 色ドリ撫子」 
  - OPテーマ「sanctuary」・EDテーマ「焔の鳥」
  - OPテーマ「historia」・EDテーマ「純真の華」（2018年9月20日発売）
- 「Aloofness Code」（2018年11月28日発売、「プリンセスコネクト! Re:Dive PRICONNE CHARACTER SONG 06」収録、歌：ジュン(CV:川澄綾子)、クリスティーナ(CV:たかはし智秋)、トモ(CV:茅原実里)、マツリ(CV:下田麻美)）[2]
- 『クマっ娘』テーマソング 「Precious color!」（2021年4月1日 YouTube公開 歌：平山笑美 /鷲見友美ジェナ/桑原苑美/綾瀬マリア）

## 主題歌・コーラス歌唱
2010年
- 2月18日 - PSPソフト「クラシックダンジョン 〜扶翼の魔装陣〜」（日本一ソフトウェア）EDテーマ「絆はここに」
- TRPG「アリアンロッド・サガ・リプレイ」（F.E.A.R）挿入歌「華夢」

2011年
- 3月24日 - PSPソフト「クラシックダンジョンX2」（日本一ソフトウェア） EDテーマ「Fractal sign」
- 8月24日 - TVアニメ「異国迷路のクロワーゼ The Animation」（フライングドッグ）挿入歌「 Tomorrow’s Smile 」歌唱

2012年
- 3月15日 - PS3ソフト「迷宮塔路レガシスタ」（日本一ソフトウェア） EDテーマ「Serene Belief」（作詞：江幡育子/作編曲：磯江俊道）歌唱[3][4]
- 3月16日 - PCソフト「停電いろは珠」（IM）BGMに「華夢」起用
- 3月29日 - PSPソフト「エルクローネのアトリエ 〜Dear for Otomate〜」（オトメイト） 「遠き祈りの詩」「セイレーンの詩」挿入歌
- 6月14日 - PSPソフト「バクダン★ハンダン」（オトメイト）「Connect Addict」「Mｙ Secret Box」
- 9月20日 - 携帯App「ドラゴンアーク」（GREE）主題歌「Recurrence」

2013年
- 1月24日 - PS Vitaソフト「限界凸騎 モンスターモンピース」（コンパイルハート） OPテーマ「Mighty Lass」歌唱　EDテーマ「Felling your heart」（作詞/歌唱）/BGM内歌唱
- 3月28日 - PS Vitaソフト「〜聖魔導物語〜」（コンパイルハート） EDテーマ「ツナグ ミライ」（作詞/歌唱）　「Battle Flavour～小ボスのテーマ～」（歌唱）
- 8月1日 - PS Vitaソフト「MIND≒0(マインド/ゼロ)」（ACQUIRE）BGM内コーラス
- 10月10日 - PS3ソフト「フェアリーフェンサー エフ」（コンパイルハート）挿入歌「clockwork universe~ドルファのテーマ」（歌唱）

2014年
- 1月31日 - 書籍「アリアンロッド2E ファンブック ロストソング」（菊池たけし/F.E.A.R）、ドラマCD内挿入歌「Rhowch adfywio」歌唱
- 5月1日 - ドラマCD「大垣きゅん物語」主題歌「むすびの祈り」歌唱（スタジオアリオン）
- 5月15日 - PS Vitaソフト「限界凸記 モエロクロニクル」（コンパイルハート）、OPテーマ「Dream Chronicle」作詞/歌唱　BGM内Vocal

## コーラス/その他
2008年
- 知恵先生のカレーライス音頭（ひぐらしのなく頃に/ フロンティアワークス）

2010年
- 眠リノ森（停電少女と羽蟲のオーケストラ/IM）
- Smile（THE KIDDIE）

2011年
- SHAKE Vol.3（SHAKE/WarRock）
- yes,prisoner（『ダンタリアンの書架』エンディングテーマ/日本コロムビア）

2012年
- MARIA（ELEKITER ROUNDφ/マリンエンタテインメント）
- サマードリーム（THE KIDDIE）
- ZIGZAG4（IM/ DVD）

2013年
- Loveless Diva（ELEKITER ROUNDφ/マリン エンタテインメント）
- 「THE IDOLM@STER CINDERELLA MASTER川島瑞樹「Angel Breeze」
- 「時の空繰」「花陽炎」「眠リノ森」
- 「停電少女と羽蟲のオーケストラ 歌曲絵巻 花ヤ夏成リ詩、紡詩。」（IM）

2015年
- 「やっぱバーチャルな恋ばっかしとってもアカンと思うねん」
- 「Seductive Summer」忍足侑士 2ndアルバム

その他
- ZIZZ STUDIO  WEBラジオ「ジミワンラジオ」（〜2014）企画・台本
- 「限界凸騎 モエロクロニクル」WEBラジオ 企画・台本
- IM LIVEイベント「ZIGZAG」（1〜4）企画アシスタント・制作・演出
- 福山潤 CDアルバム「祭りの国で」CD制作進行
- 朗読LIVE 「祭りの国で」舞台制作/企画（グッズ企画）アシスタント・ナレーション他執筆
- Rejet 「REZZ」インストアイベント  司会・制作進行